# 서울교통공사통합노동조합
서울교통공사통합노동조합은 서울교통공사의 통합 이후에 2노조인 서울메트로노동조합과 더불어 서울도시철도실천노동조합이 통합하여 출범한 서울교통공사의 노동조합으로 1노조 서울교통공사노동조합에 이은 2노조의 지위를 차지하고 있다.